# بوشیرود
بوشیرود (انگلیسی: Bushiroad) شرکت رسانه‌ای ژاپنی است، که در سال ۲۰۰۷ توسط تاکاکی کیدانی تأسیس شد.